# Горгиладзе, Автандил (футболист)
Автандил Горгиладзе (26 февраля 1955) — советский и грузинский футболист, выступавший на позиции нападающего, и футбольный тренер. Рекордсмен батумского «Динамо» по числу голов в чемпионатах СССР (187).

## Биография
Начал выступать на взрослом уровне в 1974 году в составе батумского «Динамо». В 1978 году стал лучшим бомбардиром клуба с 17 голами, после чего был приглашён в ведущую команду республики — тбилисское «Динамо». Однако в составе тбилисцев в 1979 году сыграл лишь один матч за дубль, в котором забил гол, и в том же сезоне вернулся в Батуми. В 1982 году стал лучшим бомбардиром закавказской зоны второй лиги с 28 голами.
Летом 1983 года перешёл в состав кутаисского «Торпедо», выступавшего в том сезоне в высшей лиге. Дебютный матч на высшем уровне сыграл 2 августа 1983 года против «Днепра». Свой первый гол в высшей лиге забил во втором матче — 5 августа против донецкого «Шахтёра». Всего в составе «Торпедо» сыграл 10 матчей и забил 3 гола (из них два — с пенальти).
Вернувшись в Батуми, вместе с командой вышел из второй лиги в первую. В 1984—1987 годах в первой лиге забил 56 голов. Всего в составе батумского «Динамо» забил 187 голов в чемпионатах СССР и не менее двух голов в Кубке страны.
Осенью 1993 года был играющим главным тренером клуба «Шукура» (Кобулети), выступавшего в высшей лиге Грузии. В дальнейшем работал в тренерском штабе батумского «Динамо».